# مزرعة قياثي (علي جمال)
مزرعة قیاثي (بالإنجليزية: Mazraeh-ye Ghiasi)‏ هي مستوطنة تقع في إيران في قسم علي جمال الريفي. يقدر عدد سكانها بـ 29 نسمة.